# سنتز آلن دورینگ–لافلام
در شیمی آلی، سنتز آلن دورینگ–لافلام (به انگلیسی: Doering–LaFlamme allene synthesis) عبارت است از تبدیل آلکن‌ها به آلن‌ها که با وارد کردن یک اتم کربن به آن‌ها صورت می‌پذیرد. این نام واکنش به افتخار ویلیام فون اگرز دورینگ و یکی از همکارانش که اولین بار آن را گزارش کردند، نامگذاری شده‌است.
واکنش یک فرایند دو مرحله ای است که در آن ابتدا آلکن با دی‌کلروکاربن یا دی‌بروموکاربن واکنش داده و یک دی‌هالوسیکلوپروپان تشکیل می‌دهد. سپس این واسطه با یک فلز احیاکننده مانند سدیم یا منیزیم یا با یک واکنش‌گر آلی لیتیم واکنش داده می‌شود. در هر دو روش، کربن دی‌هالوژنه شده به ساختار کاربن یا کاربنوئید-مانند تبدیل می‌شود. سیکلوپروپیل‌کاربنِ حاصل شده، مجدداً بازآرایی شده و محصول آلن را تشکیل می‌دهد. ماهیت الکترونی واسطه کاربن کاملاً شناخته نشده‌است. چندین سازوکار مختلف برای بازآرایی الکتروسیکلی این واکنش مورد مطالعه قرار گرفته‌است.